# Robert Charles Frederic
Pour les articles homonymes, voir Robert Ier.
Robert Charles Frederic, le 17 janvier 1778 à Bluefields, et mort le 8 octobre 1841 dans la même ville, fut le huitième roi de la côte des Mosquitos, également connu sous le nom de royaume de la Mosquitia, du 9 mars 1824 à sa mort.

## Biographie

### Famille et avènement
Robert Charles Frederic, membre de la famille royale des Clarence, a fait ses études en Jamaïque. Fils du prince George Frederic Augustus, il a plus de 40 ans lors de l'indépendance de la Mosquitia et du retour de son père sur le trône. 
Il est devenu roi à son tour à la suite du décès de son père, en mars 1824, et fut couronné à Belize le 23 avril 1824. Au XIXe siècle, des écrivains ont décrit la succession rapide entre la mort de George III et l'avènement de son fils Robert. 

### Réformes
Dans une série de décrets publiés le 26 octobre 1832, le nouveau roi interdit à ses sujets de perquisitionner des groupes indigènes voisins et décrète par la suite l'abolition de l'esclavage dans ses domaines à compter du 1er novembre. La même année, il a également décrété que les taux d'imposition sur "tous les sujets masculins libres" de plus de 14 ans, ainsi que sur les étrangers paieraient un dollar d'impôt (une diminution par rapport au taux précédent de trois dollars). Ces taxes devaient être payées le 1er septembre de chaque année et seraient ensuite transmises au trésor par les chefs locaux.  Une annexe ci-jointe indique que les esclaves doivent également payer ce taux, à la charge de leurs maîtres, et que les autres peuples autochtones travaillant dans le pays paieraient un taux beaucoup plus bas de quatre rials, à la charge de leurs employeurs. Il a également mis en place un nouveau système judiciaire contre les délinquants dans son pays inspiré du système britannique. 

### Relations avec l'étranger
Robert accorda des privilèges commerciaux spéciaux aux marchands britanniques. Par exemple, il les octroya aux frères Thomas et Joseph Knap en 1833 et mentionna des subventions similaires accordées précédemment à Samuel et Peter Sheppard. Les subventions accordaient des droits de négociation exclusifs en échange d'un paiement annuel fixe de 100 dollars.
En 1839, lorsqu'il rencontra Brigham Young, président de l'Église des Saint des derniers jours, il parlait bien l'anglais et était vêtu d'un uniforme de la Royal Navy. 

### Succession
En 1840, le roi laissa un testament indiquant que, dans l'éventualité de sa mort, "les affaires du royaume seraient maintenues entre les mains des commissaires nommés par lui sur proposition de son successeur".  En plus d’accorder à cette commission les pleins pouvoirs pour agir en tant qu’autorité souveraine de l’État, Robert Charles a également établi l’Église d'Angleterre en tant que religion officielle du royaume. En plus de ces actes d’État, Robert Charles a également prévu que ses enfants, les princes George et Alexandre, ainsi que les princesses Anne et Mathilde, soient éduqués selon le modèle britannique, sous le contrôle de la Commission du colonel MacDonald, et que leur éducation soit assurée par le soutien de leur mère, la reine Juliana.